# Qwen
Qwen（中: 通义千问）は、アリババによって開発された大規模言語モデルのファミリーである。2024年7月、一部のベンチマークにおいて中国語モデルとして最高位にランクされ、世界全体ではAnthropicおよびOpenAIの最上位モデルに次ぐ第3位となった。

## モデル
アリババは、2023年4月に通義千問（Tongyi Qianwen）の名称でQwenのベータ版を初めて公開した。2023年9月には、中国政府の承認を得て正式に公開された。2023年12月には、72Bおよび1.8Bのモデルをオープンソースとして公開し、Qwen 7Bは2023年8月にオープンソース化された 。  
2024年6月、アリババはQwen 2を発表し、2024年9月には一部のモデルをオープンソース化する一方で、最も高度なモデルは非公開とした。Qwen 2は、Mixture of Experts（専門家混合型）アーキテクチャを採用している。  
2024年11月には、OpenAI o1と同様に推論に特化したモデルQwQ-32B-PreviewをApache License 2.0の下で公開した。ただし、公開されたのはモデルの重みのみであり、データセットや学習手法は非公開である。QwQは32,000トークンのコンテキスト長を持ち、一部のベンチマークにおいてOpenAI o1を上回る性能を示している。  
Qwen-VLシリーズは、ビジョンTransformerと大規模言語モデルを組み合わせた視覚言語モデルである。アリババは、20億パラメータと70億パラメータのバリアントを持つQwen-VL2を公開した。2024年時点で、アリババの主力視覚モデルはQwen-VL-Maxであり、アリババ・クラウドを通じて1,000入力トークンあたり0.00041米ドルで提供されている。  
アリババは、Qwen-AudioやQwen2-Mathなど、さまざまな種類のモデルも公開している。これまでに合計100以上のモデルをオープンソース化しており、累計ダウンロード数は4,000万回を超える。Qwenのファインチューニング版も多く開発されており、その一例として、サンフランシスコのAbacus AIが開発したLiberated Qwenがある。このバージョンは、コンテンツの制限なくあらゆるユーザーのリクエストに応答できるように調整されている。
2025年1月、アリババは最新かつ最も強力なモデルであるQwen 2.5-Maxを発表した。Alibabaのブログ記事によると、Qwen 2.5-Maxは主要なベンチマークにおいて、GPT-4o、DeepSeek-V3、Llama-3.1-405Bといった他の基盤モデルを上回る性能を発揮している。

## 参照
1. ↑  “Alibaba's open-source AI model tops Chinese rivals, ranks 3rd globally” (英語). South China Morning Post (2024年7月11日). 2025年1月30日閲覧。
2. ↑  “Alibaba to roll out its rival to ChatGPT across all its products” (英語). CNBC (2023年4月11日). 2025年1月30日閲覧。
3. ↑  “Alibaba opens Tongyi Qianwen model to public as new CEO embraces AI” (英語). South China Morning Post (2023年9月13日). 2025年1月30日閲覧。
4. ↑  “Alibaba unveils new Tongyi Qianwen AI language model”. global.chinadaily.com.cn (2023年12月1日). 2025年1月30日閲覧。
5. ↑  “Alibaba rolls out open-sourced AI model to take on Meta's Llama 2”. reuters (2023年8月3日). 2025年1月30日閲覧。
6. ↑  “Alibaba says new AI model Qwen2 bests Meta's Llama 3 in tasks like maths and coding” (英語). South China Morning Post (2024年6月7日). 2025年1月30日閲覧。
7. 1 2  “China's Alibaba launches over 100 new open-source AI models, releases text-to-video generation tool” (英語). CNBC (2024年9月19日). 2025年1月30日閲覧。
8. ↑  Yang, An; et al. (10 September 2024). "Qwen2 Technical Report". arXiv:2407.10671 [cs.CL]。
9. ↑  “Alibaba releases Qwen with Questions, an open reasoning model that beats o1-preview”. VentureBeat (2024年11月29日). 2025年1月30日閲覧。
10. ↑  “阿里通义千问 QwQ 登场：开源 AI 推理新王，MATH 测试超 OpenAI o1 模型 - IT之家”. www.ithome.com (2024年11月28日). 2025年1月30日閲覧。
11. ↑  “Alibaba releases an 'open' challenger to OpenAI's o1 reasoning model”. TechCrunch (2024年11月27日). 2025年1月30日閲覧。
12. ↑  Bai, Jinze; et al. (28 September 2023). "Qwen Technical Report". arXiv:2309.16609 [cs.CL]。
13. ↑  “Alibaba slashes prices on large language models by up to 85% as China AI rivalry heats up” (英語). CNBC (2024年12月31日). 2025年1月30日閲覧。
14. ↑  “阿里通义千问推出 Qwen2-VL：开源 2B / 7B 参数 AI 大模型，处理任意分辨率图像无需分割成块”. ithome.com (2024年8月30日). 2025年1月30日閲覧。
15. ↑  Wang, Peng; Bai, Shuai; Tan, Sinan; Wang, Shijie; Fan, Zhihao; Bai, Jinze; Chen, Keqin; Liu, Xuejing et al. (September 18, 2024). “Qwen2-VL: Enhancing Vision-Language Model's Perception of the World at Any Resolution”. Cs.CV. arXiv:2409.12191.
16. ↑  “Alibaba Cloud cuts AI visual model price by 85% on last day of the year” (英語). South China Morning Post (2024年12月31日). 2025年1月30日閲覧。
17. ↑  “Alibaba claims no. 1 spot in AI math models with Qwen2-Math”. VentureBeat (2024年8月8日). 2025年1月30日閲覧。
18. ↑  “Alibaba accelerates AI push by releasing new open-source models, text-to-video”. Reuters (2024年9月19日). 2025年1月30日閲覧。
19. ↑  “Here Come the Anti-Woke AIs”. WSJ (2024年4月19日). 2025年1月30日閲覧。
20. ↑  “Qwen 2.5-Max - 最新の統計と事実” (英語). boterview (2025年1月29日). 2025年1月30日時点のオリジナルよりアーカイブ。2025年1月31日閲覧。
21. ↑  “Qwen2.5-Max: Exploring the Intelligence of Large-scale MoE Model” (英語). Github (2025年1月29日). 2025年1月30日閲覧。